# Uuemererahu
Uuemererahu – estońska wyspa. Leży na Morzu Bałtyckim u północno-wschodnich wybrzeży wyspy Hiuma na cieśninie Hari Kurk, oddzielającej Hiumę od wyspy Vormsi. Ma powierzchnię około 13 ha. Wysepka sąsiaduje z wyspą Kadakalaid.